# Alexander Wang

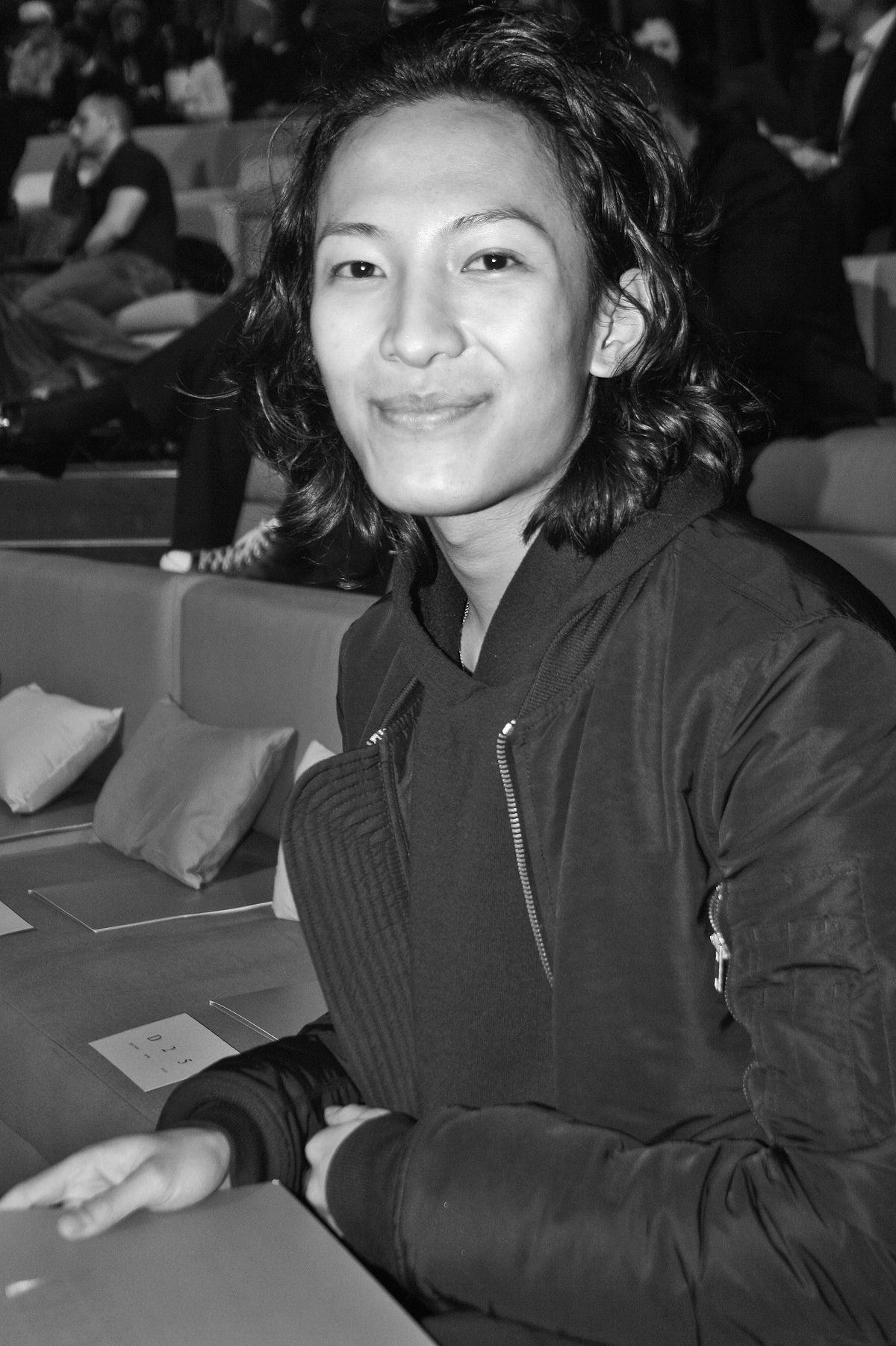

Alexander Wang (San Francisco, 26 dicembre 1983) è uno stilista statunitense di origini taiwanesi.

## Biografia
Wang lancia la sua prima linea di abbigliamento femminile nel 2007. Nel 2008 viene nominato dal Council of Fashion Designers of America per un riconoscimento legato alla moda femminile, e vince 200.000 dollari, oltre al Fashion Fund Award winner, premio indetto dalla rivista Vogue. Wang è anche apprezzato per le sue capacità sartoriali.
Wang è principalmente noto per lo stile dei suoi abiti femminili, sottili ed in qualche modo mascolini. Molto caratteristico nel suo stile è anche l'utilizzo del cashmere, del cotone e del lino abbinato a tagli basic. Dopo aver disegnato la sua collezione autunno 2008, utilizzando principalmente il colore nero, ha prodotto per la stagione successiva una collezione a base di colori sgargianti come l'arancione, il rosa, e l'acquamarina, proclamando "Volevano colore, avranno colore!". Oltre ai suoi marchi, è stato responsabile del brand Balenciaga dal 2013 sino alla collezione primavera/estate 2016.
Nel 2014 sigla un accordo con H&M per la collezione autunno inverno del colosso low cost.
Nel 2016 nasce una collaborazione tra il talentuoso stilista Alexander Wang ed adidas Originals che avrà un unico obiettivo: mixare il gusto americano per lo streetstyle con il mondo dello sportswear deluxe. La collezione prende i codici e l'iconografia del marchio adidas Originals e li inverte, così, lo storico logo simbolo del marchio sportivo, è capovolto di 180 gradi verso il basso. Tute, felpe, pantaloni e scarpe, abbigliamento sportivo allo stato puro reso edgy dall'inimitabile tocco del designer. 
Nel dicembre 2020 viene accusato di molestie sessuali da modelli, aggravate, secondo alcune testimonianze, dalla somministrazione di droghe. Tutto inizia da TikTok, con un video del modello Mooney e, successivamente vengono raccolte altre testimonianze su Instagram.